# Präsenz
Präsenz hat die phänomenologische Bedeutung von Anwesenheit und Gegenwart in einer jeweils räumlichen sowie zeitlichen Sichtweise. In der Umgangssprache bezeichnet das Wort Präsenz die Ausstrahlungskraft einer Person.

## Etymologie
Das Fremdwort Präsenz für „Anwesenheit“ und „Gegenwart“ wurde im 17. Jahrhundert aus dem gleichbedeutenden frz. présence entlehnt, das auf lat. praesentia für „Gegenwart“ zurückgeht und aus lat. praesens für „gegenwärtig“ entstand.
Auch im Deutschen bleibt – wie in den romanischen Sprachen – die Indifferenz von räumlichen und zeitlichen Erscheinungsweisen erhalten. Das Wort Präsenz wird meist in solchen Zusammenhängen verwendet, in denen Anwesenheit oder Gegenwart von etwas in besonderer Weise auffällig erscheinen oder hervorgehoben werden soll. Anders als französisch présence führt Präsenz außerdem eine Implikation von Verfügbarkeit mit sich und ist dann wohl als Substantivierung des vergleichsweise jungen Adjektivs „präsent“ zu verstehen: Etwas ist präsent, wenn es – aufgrund von räumlicher Anwesenheit oder zeitlicher Gegenwart – unmittelbar zur Verfügung steht.
Anwesenheit (räumlich) und Gegenwart (zeitlich) sind in den romanischen Sprachen und dem Englischen, wie auch schon im lateinischen praesens ununterschieden. Die Wortbildung lässt sich nur umständlich wieder zurück ins Deutsche auflösen: Präsent ist etwas deshalb, weil keine Zeit vergeht, bis es zur Verfügung steht, und es vergeht dafür deshalb keine Zeit, weil es anwesend ist. Die scheinbare Tautologie entsteht durch die Auflösung der enthaltenen Einheit der Differenz von Raum und Zeit. Im Deutschen bleibt es zudem ohne Hilfswörter schwierig, Räumliches ohne zeitliche und Zeitliches ohne räumliche Metaphern zu beschreiben.

## Allgemeines
Das Abstraktum Präsenz wird definiert als das Gefühl, sich in einer Umgebung aufzuhalten. Sie ist das „Zugegensein“ etwa des Lesers von einem Roman. Präsenz meint die Erfahrung oder das Erleben des Daseins in einer medienvermittelten Umwelt. Präsenz kann auch bei geringer Immersion möglich sein. Soziale Präsenz verweist auf den Zustand, sich zusammen mit anderen in einer Umgebung zugegen zu fühlen. Marvin Minsky prägte 1980 den Begriff der Telepräsenz als die Teleoperation an voneinander entfernten Orten.
Das Wort „Präsenz“ hat im Rahmen der COVID-19-Pandemie neue Aktualität erlangt, denn zur Vermeidung persönlicher Kontakte soll beispielsweise auf Präsenzunterricht oder sonstige Veranstaltungen zu Gunsten von Videokonferenzen, Webkonferenzen oder Online-Veranstaltungen verzichtet werden.

## Verwendungen

### Verfügbarkeit
Früh lässt sich die Verwendung des Wortes Präsenz im militärischen Sprachgebrauch („präsent!“ = ‚zur Stelle‘, also Zur-Verfügung-stehen; siehe auch Präsenzdienst in Österreich). Unter der militärischen Präsenz wird heute zumeist die Friedensstärke einer Armee oder das in einen Militäreinsatz entsandte Truppenkontingent verstanden. Präsenz wird in der Alltagssprache im Sinne von Geistesgegenwart („ich bin präsent“ = „mein Geist steht zur Verfügung“) verwendet. Im Beruf bezeichnet die Präsenzpflicht eine Pflicht zur zeitlichen Präsenz am Arbeitsort, also die Pflicht, dort während der Arbeitszeit anwesend und verfügbar zu sein. Es kann sich dabei einerseits um eine Erwartung als Teil der Organisationskultur handeln (auch Präsenzkultur oder Anwesenheitskultur genannt), andererseits auch eine entsprechende rechtliche, üblicherweise im Arbeitsvertrag festgelegte Pflicht des Arbeitnehmers. Am Arbeitsplatz wird – neben der zeitlichen und räumlichen Verfügbarkeit – besonders von Führungskräften auch eine „motivationale Verfügbarkeit“ bis hin zu einer Ausschließlichkeit der Karriere und einer „Hingabe“ an das Unternehmen verlangt (siehe hierzu auch: Greedy Institutions und Hyperinklusion). Nicht alle Formen der Arbeitsorganisation bringen eine Präsenzpflicht mit sich. So ist die Vertrauensarbeitszeit ein Modell, bei dem normalerweise ausdrücklich keine Präsenzpflicht vorausgesetzt wird; bei Telearbeit kann entweder keine Präsenzpflicht oder aber eine anders geartete Präsenzpflicht wie zum Beispiel eine Pflicht zur Anwesenheit am Heimarbeitsplatz (Heimarbeit) bestehen.
Der Siebten Familienberichts der Bundesregierung (2006) stellte fest, dass eine Anwesenheitskultur dominiere, bei der Mitarbeiter in ihrer Motivation an der kontinuierlichen Präsenz am Arbeitsplatz gemessen würden. Eine mit einer Präsenzkultur oft verbundene „dominante männerbündische Arbeitskultur“ hat laut den Aussagen dieses Berichts zur Folge, dass in Führungskreisen weniger Frauen präsent sind, dass familial begründeter Arbeitszeitreduktion bei Männern Widerstand entgegengesetzt wird, und dass „in Führungskreisen gesellschaftlich wichtige Entscheidungen von Menschen getroffen werden, die mit dem Alltag der meisten Menschen – Familien, Kindern, Alten und in anderer Weise ausgegrenzten Personen – nicht das Geringste zu tun haben“.
Es gibt noch andere Zusammenhänge, in denen Präsenz die Verfügbarkeit von etwas bezeichnet.
In einer Präsenzbibliothek ist ein Buch nicht nur einfach anwesend oder gegenwärtig, sondern „präsent“, weil so der Modus seiner Verfügbarkeit besonders zum Ausdruck gebracht werden kann: Es wird nicht ausgeliehen, und das sichert sein ‚Zur-Hand-Sein‘, denn es ist immer da. Aber die ständige Anwesenheit des Buches im Regal ist für einen Nutzer genauso wenig interessant wie die Zeit, die es dort verbringt. Präsenzbibliothek bietet sich als Bezeichnung jedoch an, als mit der Konnotation der Verfügbarkeit ein instrumenteller Nutzen beschrieben wird. Im Fall des Buches interessiert sich der Nutzer einzig für die jederzeitige Zugriffsmöglichkeit.

### Hervorhebung
Präsenz, die man jemandem zuschreiben kann, bezieht sich auf ein Auffälligwerden seiner Anwesenheit bzw. Gegenwart. Wie schon oben angedeutet, können militärische Patrouillen genauso wie Polizeistreifen Präsenz zeigen. ‚Jederzeitigkeit‘ (s. o.) und Auffälligkeit hängen im Falle der gezeigten Präsenz zusammen. Die Jederzeitigkeit (oder ‚Allgegenwart‘) von Gesetz und Ordnung muss durch Auffälligkeit demonstriert werden, da das Gesetz nicht (auch nicht in Gestalt der Polizei) jederzeit überall sein kann (obwohl es das per Definition müsste, da es immer und überall gilt). Überhaupt scheint in verwaltungstechnischer Hinsicht der Bedarf am Begriff Präsenz stets im selben Maße zuzunehmen, als Komplexität und Größe der Strukturen eine ständig gleichzeitige Anwesenheit im eigentlichen Sinne unmöglich machen.

### Präsenz (Person)
Erscheint jemand in Gesellschaft als in besonderer Weise auffällig, spricht man von Präsenz auch im Zusammenhang mit einzelnen Personen. Jemand kann Präsenz gewinnen durch die Art wie er oder sie spricht, sich an Gesprächspartner richtet usw. Gemeint ist weniger bloße Verhaltensauffälligkeit, als eher eine Art von individueller Ausstrahlung. Präsenz „haben“ heißt, man wird aufgrund seines Auftretens von anderen als irgendwie ‚verstärkt anwesend‘ empfunden, und dieser Eindruck ist von einer gewissen sozialen Relevanz. Ob damit im konkreten Fall ein Hervortreten von körperlichen, personalen oder sozialen Attributen gemeint sein soll, ist eine weiterführende Frage. Die Kategorie „Präsenz“ stellt die Antwort aber in den Kontext solcher Parameter wie Zeit (gleichzeitig/ungleichzeitig), Raum (nah/fern), Hervorhebung (auffällig/unauffällig) und Macht (verfügbar/unverfügbar).

### Medienpräsenz und Absenz
Ähnlich wie in sozialen Systemen können Personen auch in Mediensystemen eine Präsenz, also eine Medienpräsenz erzielen: Ein Politiker wird sich bemühen, in den Medien präsent zu sein, sich insbesondere durch häufiges oder spektakuläres Auftreten eine Aufmerksamkeit zu sichern. Die Präsenz von Politikern wird im Internet von verschiedenen Unternehmen gemessen. Präsenz ist auch in diesem Sinne so etwas wie ‚verstärkte Anwesenheit‘. Als Anwesender auffällig werden heißt, in jenem Raum anwesend zu sein, der von den Medien als Öffentlichkeit gesehen wird.
Im Zusammenhang mit den Funktionen der Massenmedien lässt der Begriff Präsenz seine postmoderne Bedeutung erkennen. Es ist auch das Wort einer Epoche, in der es auf eine Anwesenheit in den Medien ankommen kann. Wer präsent sein will, möchte für sich das Gegenteil, nämlich die Absenz im Sinne einer medialen Abwesenheit möglichst ausschließen können.
Nach Anwesenheit oder Abwesenheit kann in dieser Weise erst gefragt werden, wenn auch die Möglichkeit besteht, faktisch aus den Medien zu verschwinden, obwohl man weiterhin existiert. Als bestimmte Person (nicht: als real existierender Mensch) gibt es dafür in komplexen, modernen Gesellschaften durchaus Grund zur Befürchtung, z. B. für einen Politiker. Ein Politiker, der „nicht präsent in den Medien“ ist, existiert nicht (als solcher). Wenn er aufhört, sich zu präsentieren, verschwindet er (und zwar: „von der Bildfläche“, wie es in einer ebenfalls jüngeren deutschen Redewendung anschaulich heißt).

### Bühnenpräsenz und Ko-Präsenz
Im Theater wird – aus der Sicht der Zuschauer – von Bühnenpräsenz gesprochen. Damit wird nicht einfach die Tatsache bezeichnet, dass ein Darsteller auf der Bühne als ‚anwesend‘ oder ‚gegenwärtig‘ auffällt. Auch um ‚Verfügbarkeit‘ scheint es bei dem Phänomen auf den ersten Blick nicht zu gehen. Der Ausdruck bezeichnet vielmehr die Qualität einer Person, oder ihre Begabung, in Bühnensituationen eine besondere ‚Ausstrahlung‘ zu besitzen (auch: ‚Sendung‘), besonders ‚sicher‘ zu wirken oder ‚natürlich‘ aufzutreten.
Was genau Bühnen-Präsenz mit „Präsenz“ im eigentlichen Sinne zu tun hat, bleibt allerdings unklar. Das Konzept erscheint insbesondere deshalb erklärungsbedürftig, weil Bühnen an sich schon die Auffälligmachung von Personen bezwecken. Bühnenpräsenz wäre also die Eigenschaft, in dieser auffälligen Situation noch zusätzlich aufzufallen. Vielleicht aber auch eigentlich: dort eben nicht mehr als besonders hervorgehoben aufzufallen. Die Frage, was Bühnenpräsenz ist, sollte demnach von Soziologie und Theatertheorie näher erklärt werden.
In der Theatertheorie verbreitet ist außerdem die Rede von „leiblicher Ko-Präsenz“ (auch „(Ko)Präsenz“), die das auffällige Anwesendsein von mehreren Personen zur gleichen Zeit bezeichnet. Das Konzept bühnenspezifischer Präsenz wird gewissermaßen auf den Zuschauerraum ausgedehnt und bezieht sich auf die Anwesenheit von Akteuren und Beobachtern. Wer ko-präsent ‚ist‘, hat den Eindruck ‚Zeit zu teilen‘, und dies geschieht unter besonderer Aufmerksamkeit auf die Wahrnehmung körperliche Aspekte als Leiblichkeit.
Die Idee einer „Ko-“Präsenz hätte Einfluss auf die im Präsenzbegriff enthaltene Bedeutungsdimension Zeit (Gegenwart). Während Präsenz im Sinne von „Jederzeitigkeit“ als Hilfskonzept für den Anschein von Permanenz dient (siehe Verfügbarkeit und Hervorhebung), drückt Präsenz als Ko-Präsenz den Eindruck von Gleich-Zeitigkeit aus (und verlangt deshalb eine klare Unterscheidung von „Gleichzeitigkeit“ und „Gegenwart“). Gleichzeitigkeit (das Zusammenfallen von Ereignissen) meint im Theater gewissermaßen das Zusammenfallen der Gegenwarten von Darstellern und Zuschauern. Versteht man Zeit als Symbol dafür, dass in einem bestimmten Moment „auch etwas anderes geschieht“, dann ist Kopräsenz das Symbol dafür, dass das, was noch geschieht, räumlich anwesend ist. Die Rede von Ko-Präsenz als ästhetischem Phänomen erscheint sinnvoll, wenn man sich vorstellt, dass hier Zeit in besonderer Weise „wahrgenommen“ wird: Nicht als Differenz von zwei Zeitpunkten im Verlauf der Ereignisse, sondern als Gegenwart – hervorgerufen durch die Präsentation der Akteure. Zeit würde also im Theater für die Teilnehmer buchstäblich sichtbar, und zwar in Form von körperlicher Anwesenheit. Zeit bleibt aber auch hier ein Differenzphänomen, denn sie wird als die körperliche Anwesenheit Mehrerer erlebt, die voneinander getrennt sind. Das Konzept der Ko-Präsenz verweist mithin auf das kognitionstheoretische Problem der Zeitwahrnehmung.

### Präsenz von Aktien (Aktienrecht)
Präsenz ist die am Tag der Hauptversammlung einer Aktiengesellschaft oder Kommanditgesellschaft auf Aktien gemeldete und anwesende Anzahl der stimmberechtigten Aktien, ausgedrückt in Prozent des insgesamt stimmberechtigten Grundkapitals. Nach § 118 Abs. 1 AktG üben die Aktionäre ihre Stimmrechte in der Hauptversammlung aus, was auch ohne Anwesenheit vor Ort und ohne einen Bevollmächtigten per Briefwahl oder im Wege elektronischer Kommunikation möglich ist. Erschienen sind deshalb auch Aktionäre, die an der Hauptversammlung Online teilnehmen. Aktionäre werden nur solange zur Präsenz gerechnet, wie sie sich im Präsenzbereich aufhalten. Verlassen sie diesen oder wird die Online-Zuschaltung unterbrochen, gelten sie nicht mehr als erschienen. Bei der Abstimmung ist die Präsenz von Bedeutung beim Subtraktionsverfahren, weil hier die Nein-Stimmen und Stimmenthaltungen gezählt werden und die Differenz die Ja-Stimmen darstellen.
Empirische Untersuchungen belegen, dass durch das Depotstimmrecht der Kreditinstitute eine Erhöhung der Präsenz auf Hauptversammlungen erfolgt. Grund ist, dass viele Aktionäre vorhandene Vollmachts- und Internetalternativen nicht nutzen und damit zur Verschlechterung der Präsenz beitragen. Je höher die Präsenz, umso geringer ist die Gefahr von Zufallsmehrheiten, die zu unerwarteten oder unzweckmäßigen Abstimmungsergebnissen führen können.
Die Präsenzen sind nach 1998 in der Folge des KonTraGesetzes deutlich gesunken. Lag bei DAX30-Gesellschaften im Jahr 1998 die durchschnittliche Präsenz noch bei 60,95 %, so ging sie auf 45,87 % im Jahr 2005 zurück; seit 2007 ist sie wieder angestiegen (56,42 %). Der Anstieg der Präsenzen nach 2005 dürfte insbesondere auf das Inkrafttreten des Gesetzes zur Unternehmensintegrität und Modernisierung des Anfechtungsrechts (UMAG) im November 2005 zurückzuführen sein, das unter anderem die Hinterlegungserfordernisse als Teilnahmevoraussetzung abgeschafft hatte.

### Börse
Die klassische Börse (Warenbörse, Wertpapierbörse) war eine Präsenzbörse, bei der sich die Käufer und Verkäufer durch an der Börse zugelassene und anwesende Börsenhändler vertreten ließen. Die Digitalisierung hat dazu geführt, dass dieser Parketthandel zu Gunsten elektronischer Handelssysteme kaum noch Bedeutung hat. Energiebörsen sind meist reine Computerbörsen.